# フィリベール・サラザン
フィリベール・サラザン（Philibert Sarrasin または Sarrazin, 16世紀初頭 - 1573年5月5日）は、フランス生まれの医師。16世紀後半の著名な医師ジャン＝アントワーヌ・サラザンの父。
サン＝トーバン＝アン＝シャロレ（現在のブルゴーニュ地域圏ソーヌ＝エ＝ロワール県）で生まれた。若い頃、パリでプロテスタントの思想に触れ、影響を受けた。その後、ペルピニャンで哲学を講じ（同時にこの頃医学博士号を取得したと推測される）、アジャンではジュール・セザール・スカリジェの息子の家庭教師をつとめた。
1540年代にリヨンに移住し、1550年にはリヨン市立病院の医師となっている。1552年にはリヨンで医師としての著作も上梓している。
ただし、この出版に先立って彼はリヨンを離れており、1551年8月24日にはジュネーヴ市民となっている。後に、ブノワ・ティクシエからジャン・カルヴァンの典医の座を引き継ぎ、晩年のカルヴァンの看病に当たった。1567年にプファルツに逗留した際には、選帝侯フリードリヒ3世の典医となったこともあった。